# 梁海梁氏家祠
梁海梁氏家祠，位于山东省嘉祥县万张镇，是中华人民共和国山东省省级文物保护单位之一。
2015年，列入第五批山东省文物保护单位，该文物保护单位是一座古建筑。